# Helden van Hier: Corona
Helden van Hier: Corona is een Vlaamse docusoap die het werk van de hulpdiensten sinds de start van de coronacrisis in België in beeld brengt. Zowel hulpverleners, zorgverstrekkers als experten komen erin aan bod. De reeks wordt gemaakt door productiehuis Geronimo. Om de veiligheidsvoorschriften met betrekking tot de corona-epidemie te respecteren worden de opnames grotendeels gemaakt met automatische camera's en bodycams, in nauw overleg met de zorgsector en de ordediensten.

## Afleveringen
De opnames van de reeks zijn gestart vlak voor de strenge maatregelen die de Belgische regering heeft afgekondigd op 12 maart 2020. De eerste aflevering vertelt het verhaal van de laatste 30 uur voor het ingaan van deze maatregelen, inclusief de coronaparty’s en de hamsterwoede in de grootwarenhuizen.
Aflevering twee volgt de gebeurtenissen vanaf het ingaan van de maatregelen tot het invoeren van de verstrengde 'lockdown light' op 17 maart 2020.
In aflevering drie is de lockdown een feit: De situatie in de rusthuizen wordt zorgwekkend, de ziekenhuizen bereiden zich voor op het ergste en de politie kijkt streng toe op de naleving van de lockdownmaatregelen.
Aflevering vier toont de epidemie in volle hevigheid: de corona-afdelingen in de ziekenhuizen lopen vol en ook het dodental blijft stijgen. Het ziekenhuispersoneel krijgt psychologische bijstand. Aan de Belgische kust wordt streng gecontroleerd om toeristen en tweedeverblijvers weg te houden. Maar het effect van de lockdownmaatregelen wordt langzaamaan zichtbaar.
In aflevering vijf wordt de situatie in de Vlaamse woonzorgcentra stilaan dramatisch. Ook voor de uitvaartcentra wordt het moeilijk werken. Tijdens het paasweekend blijkt niet iedereen zich even goed aan de lockdownmaatregelen te kunnen houden. Ondertussen werken onderzoekers over de hele wereld koortsachtig verder aan de ontwikkeling van een vaccin. De beslissing van de Nationale Veiligheidsraad dat bewoners van woon-zorgcentra weer bezoek mogen ontvangen slaat iedereen met verstomming.
De zesde aflevering focust op de patiënten en slachtoffers van het virus. Zelfs wanneer zij genezen verklaard worden hebben zij vaak nog een lange en moeilijke revalidatie voor de boeg.  Ondertussen komt ook het testen van bewoners en personeel van woonzorgcentra op gang.  Daaruit blijkt dat de situatie er nog erger is dan gedacht. Een voorlopige versie van het exit-rapport dat door de expertengroep voorbereid wordt, is gelekt in de pers.
In aflevering zeven gaat het met de cijfers stilaan de goede kant uit. De ziekenhuisopnames beginnen te dalen, maar voor het zorgpersoneel blijft de werkdruk nog steeds hoog. De lockdown heeft niet alleen een enorme impact op de economie, maar zorgt ook voor een stijging van psychische problemen bij de mensen. De persconferentie van de Nationale Veiligheidsraad over de versoepeling van de lockdownmaatregelen start met uren vertraging. Bij die exit-strategie zullen mondmaskers een belangrijke rol gaan spelen. Daarom wordt er een beroep gedaan op de bevolking om massaal mondmaskers te gaan naaien.
In de laatste aflevering gaan de eerste versoepelingen van de coronamaatregelen in. De COVID-afdelingen worden afgebouwd en de ziekenhuizen kunnen stilaan hun normale activiteiten hernemen. Maar de experten waarschuwen dat waakzaamheid nodig blijft omdat de kans op een tweede golf nog steeds reëel is. De Helden van Hier blikken terug op de meest intense periode van hun leven en krijgen een eerbetoon.

## Kijkcijfers
| Afl. | Uitzenddatum  | Kijkcijfers |
| ---- | ------------- | ----------- |
| 1    | 23 maart 2020 | 763.834     |
| 2    | 30 maart 2020 | 720.405     |
| 3    | 6 april 2020  | 574.917     |
| 4    | 13 april 2020 | 639.443     |
| 5    | 20 april 2020 | 509.251     |
| 6    | 27 april 2020 | 456.268     |
| 7    | 4 mei 2020    | 406.140     |
| 8    | 11 mei 2020   | 371.630     |

## Trivia
De laatste aflevering van Helden van Hier: Corona eindigde met een lijst van 5600 namen van zorgverleners en verbrak daarmee het vorige record van langste aftiteling ooit, dat op naam stond van de film Iron Man 3 met 3708 namen.